# Красная башня смерти (Чехословакия)
Красная Башня Смерти — национальный памятник культуры Чешской республики, расположенный недалеко от Выкманова (чеш. Vykmanov), зарегистрирован в кадастре Долниго Ждяра (чеш. Dolní Žďár) — части города Остров (чеш. Ostrov) Карловарского края. В 1950-х годах здание служило заводом по сортировке урановой руды в коммунистическом трудовом лагере в г. Выкманов II. Башня Смерти — один из 22 объектов, внесенных в список Всемирного наследия ЮНЕСКО как «горнодобывающий регион Рудные горы/ Эрцгебирге/ Крушногорье» (чеш. Hornický region Erzgebirge/Krušnohoří). В то время труд на башне считался наиболее тяжелым из всех видов работ на урановых рудниках. Трудовой лагерь был расформирован в 1956 году.

## История

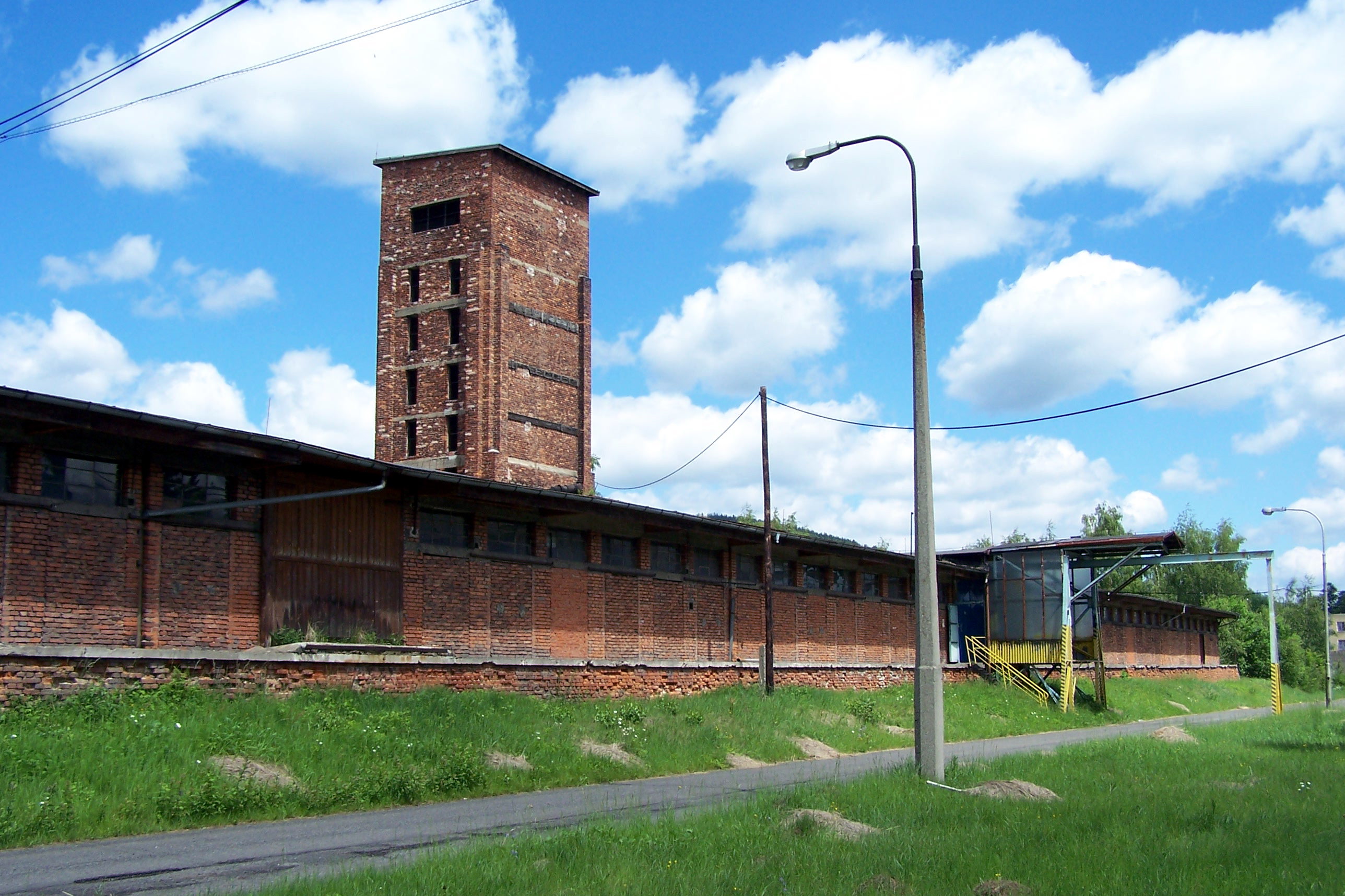
Башня Смерти

С 1951 по 1956 год на этом месте располагался трудовой лагерь для политических заключенных Выкманов II (условное наименование «L» — ликвидационный). На рубеже 1950-х и 1960-х годов он вошел в состав вновь построенного троллейбусного завода «Шкода Остров» (чеш. Škoda Ostrov).

### Добыча урановой руды

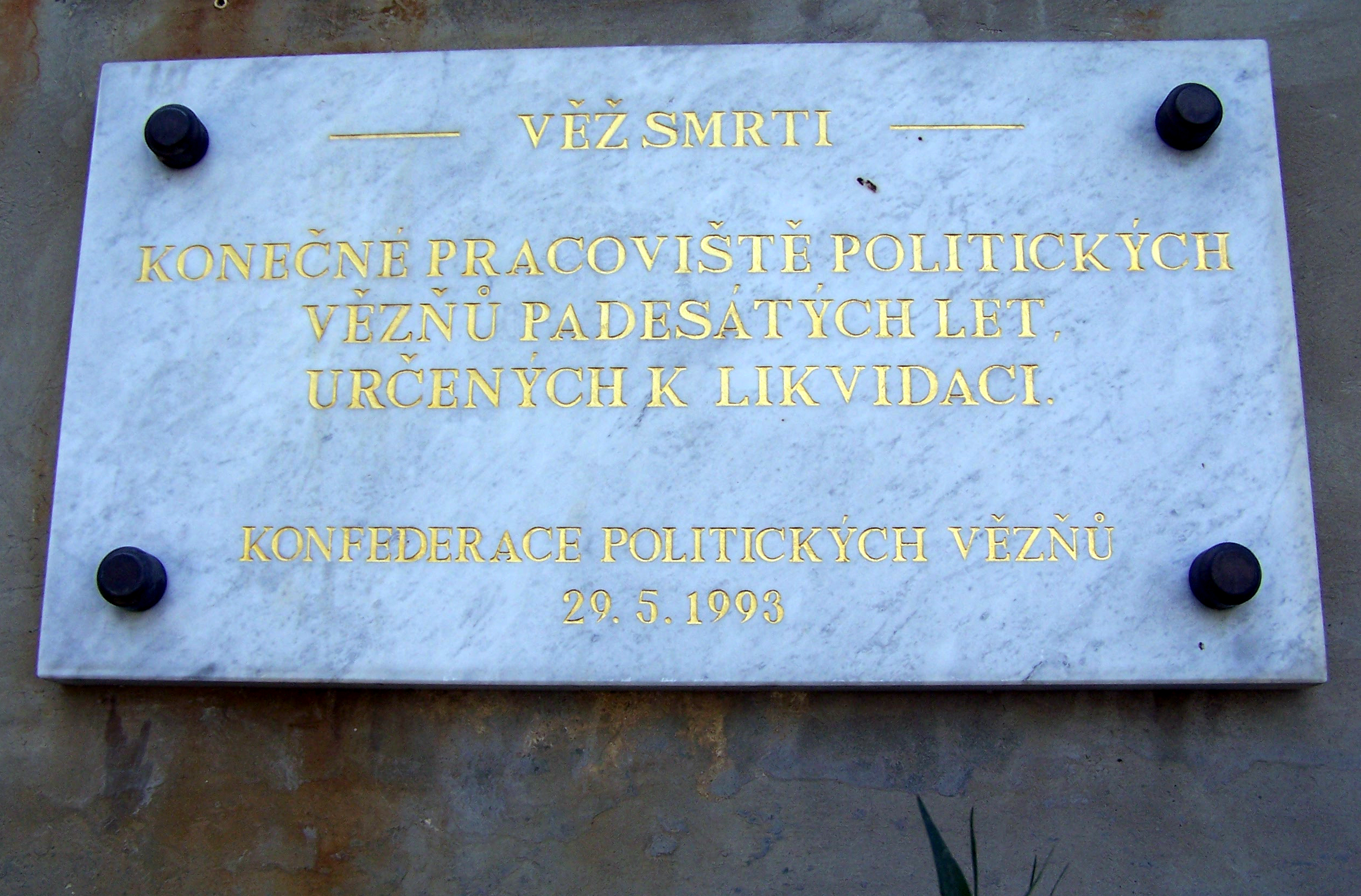
Мемориальная доска на здании башни

Семиэтажная башня использовалась как место окончательной переработки урановой руды. Заключенных заставляли без каких-либо защитных костюмов вывозить тележки с рудой на верхний этаж башни и просеивать ее через огромные сита, сквозь которые она сыпалась прямо на первый этаж. Внизу работали другие заключенные, которым было поручено деревянными палками набивать измельченную руду в железные бочки (высота 50 см и вес максимум 80 кг) так, чтобы они были полностью заполнены. Затем бочки запечатывали и поездом вывозили в СССР. Более низкосортная руда загружалась в вагоны в рассыпном виде.
Эта работа поднимала огромные облака удушающей пыли, которую вдыхали и глотали не обеспеченные средствами защиты заключенные. Радиоактивная пыль также оседала на одежде, которую они носили на протяжении всего пребывания в лагере (исключением было нижнее белье, которое меняли раз в 3 недели). Пыли было так много, что ветер разносил ее по всему лагерю.
В результате плохого питания, тяжелой работы и высокой радиоактивности большинство заключенных, трудившихся в Башне смерти, погибли. Уровень радиации был настолько высок, что даже гражданские служащие, обслуживающие свинцовые весы для взвешивания бочек перед отправкой, подвергались критической дозе облучения. Из-за большого количества смертей, а также красного цвета кирпичей, из которых была сложена башня, заключенные прозвали ее Красной башней смерти.
За всю историю лагеря «L» у него было три коменданта. Самым долгосрочным и, соответственно, самым известным был Мирослав Пибил (чеш. Miroslav Pibil), по прозвищу «Барин» или «Шлахтецкий» (чеш. Šlachtecký) или «Шлахтяк» (чеш. Šlachťák). Он был назначен на должность 5 июля 1951 года и проработал в ней 1 июля 1955 года. С 1 августа 1955 года он начал работать в Службе государственной безопасности администрации Яхимовского отделения Министерства внутренних дел. Новым комендантом лагеря 1 июля 1955 года стал Мирослав Беранек (чеш. Miloslav Beránek) он продолжал занимать эту позицию вплоть до конца существования лагеря.

### Современность
В 2008 году эти участки земли приобрел Союз политзаключенных Чешской Республики . В том же году Башня Смерти была объявлена национальным памятником культуры. Союз работает над тем, чтобы башня вместе с двумя прилегающими к ней крыльями (это все, что осталось от лагеря) была открыта для широкой публики и создать мемориальное место.
Снос залов завода «Шкода» в 2019 году открыл более широкий обзор башни. Посещение Красной башни смерти возможно по предварительной договоренности с владельцем — Союзом политических заключенных Чешской Республики. В 2022 году в Красной башне смерти открылась выставка, посвященная жизни узников уранового лагеря коммунистической Чехословакии. История лагеря и его функционирование освещается с привлечением документов эпохи, фотографий и свидетельств очевидцев происходивших в нем событий.
Экспозиция разделена на несколько частей. Первая показывает, что происходит с человеком, когда он попадает в лагерь — безымянные фотографии символизируют утрату индивидуальности, попавший на работы заключенный становился частью безликой массы, которую режим рассматривал исключительно как рабскую силу. На другом конце башни находятся медальоны с именами, фотографиями или личными воспоминаниями узников. На другом конце башни находятся медальоны с именами, фотографиями и воспоминаниями заключенных.
На информационных панелях также можно прочитать информацию об истории добычи урана, повседневной лагерной жизни заключенных и охранников и т. п. Экспозиция напоминает и о более поздней истории лагеря — с 1960-х годов здесь работал троллейбусный завод, часть его территории до сих пор используется в качестве тюрьмы. Выставка подготовлена Институтом изучения тоталитарных режимов в сотрудничестве с Конфедерацией политзаключенных Чешской Республики.
Экскурсия по лагерю и выставкам носит контактный и интерактивный характер. Посетителей сопровождают опытные гиды. Здесь также представлены археологические находки с территорий лагерей Элиаш (чеш. Eliáš) и Николай (чеш. Nikolaj)

## Всемирное наследие ЮНЕСКО
Красная Башня Смерти (англ. The Red Tower of Death) — одно из пяти мест на территории Чешской Республики, включенных 6 июля 2019 года в Список объектов всемирного наследия ЮНЕСКО, вместе с ними в реестр также вошли и 17 объектов, расположенных на территории Саксонии. Все они зарегистрированы под общим названием Горнодобывающий регион Рудные горы/Эрцгебирге/Крушногорье (чеш. Hornický region Erzgebirge/Krušnohoří).

### Сноски
1. 1 2  Erzgebirge/Krušnohoří Mining Region. Multiple Locations (22). UNESCO (6 июля 5019). Дата обращения: 12 декабря 2024. Архивировано 17 августа 2024 года.
2. ↑  Rudá věž smrti je běžně nepřístupná. Vznik muzea otrockých prací blokují spory muklů // Aktuálně.cz. — Economia. Архивная копия от 11 декабря 2024 на Wayback MachineRudá věž smrti je běžně nepřístupná. Vznik muzea otrockých prací blokují spory muklů. Aktuálně.cz [online]. Economia, 2019-07-22. Dostupné online Архивная копия от 11 декабря 2024 на Wayback Machine
3. ↑  Rudá věž smrti v závodu Škoda Ostrov. Дата обращения: 12 декабря 2024. Архивировано 3 июля 2024 года.
4. ↑  Rudá věž smrti v Ostrově (Ostrov). Národní památkový ústav. Дата обращения: 12 декабря 2024. Архивировано из оригинала 26 мая 2015 года.
5. ↑  Věž smrti i Důl Jeroným čekají na znovuobjevení. www.kpv-cr.cz [online]. [cit. 2015-05-25]. Dostupné v archivu pořízeném dne 2015-05-26.
6. ↑  Demolice škodováckých hal odkryla Věž smrti, připomínku temných časů. iDNES.cz [online]. 2019-02-25. Dostupné online Архивная копия от 23 апреля 2023 на Wayback Machine.
7. ↑  Pravidelné prohlídky Rudé věže smrti. Město Ostrov. Дата обращения: 12 декабря 2024. Архивировано 26 августа 2020 года.

### Похожие статьи
- Список национальных памятников культуры Чехии
- Исправительно-трудовые лагеря на урановых рудниках Чехословакии